# South Melbourne FC
Der South Melbourne FC ist ein australischer Fußballverein aus South Melbourne, dem Distrikt südlich des Zentrums von Melbourne. Der Klub gewann in den 1980er und 1990er Jahren vier australische Meisterschaften und nahm 2000 als Gewinner der Oceania Club Championship an der Klub-Weltmeisterschaft in Brasilien teil. Der Verein ist eine Institution der griechischen Diaspora in Australien.

## Geschichte
Der Verein entstand Ende 1959 aus der Fusion der beiden lokalen Vereine Hellenic und Yarra Park Aias, die beide in den frühen Jahren des Jahrzehntes gegründet wurden. Da dem neu geschaffenen Verein aber kein Spielgelände zur Verfügung stand, ging er eine Verbindung mit South Melbourne United ein, deren Sportgelände in Middle Park nahe dem heutigen Platz lag. Die Existenz dieses Vereins lässt sich erstmals 1933 belegen. Treibende Kraft hinter der Fusion dieser drei Klubs war der damalige Präsident von Hellenic, Theo Marmaras, der bis 1972 das Präsidentenamt bei South Melbourne Hellas bekleidete.
Der Verein, der insbesondere in der griechischstämmigen Bevölkerung verankert ist, startete 1960 in der First Division North und stieg als Meister umgehend in die Victorian State League auf. Bereits 1962 gewann der Klub erstmals die Staatsmeisterschaft und konnte diesen Erfolg in den folgenden 15 Jahren sechs Mal wiederholen (1964, 1965, 1966, 1972, 1974, 1976). 1977 wurde mit der National Soccer League erstmals eine landesweite australische Spielklasse geschaffen, für die South Melbourne als eines von vier Teams aus Victoria qualifiziert war.
Der Verein hatte zunächst Probleme, sich in der neuen Spielklasse zu etablieren und beendete die Spielzeit 1979 als Tabellenletzter. In den folgenden Spielzeiten konnte man sich in der Spitzengruppe festsetzen und gewann 1984 nach Platz 1 in der regulären Saison auch die Play-off-Runde und damit die erste australische Meisterschaft. Diesen Erfolg konnte man erst in den 1990ern wiederholen.
1989 wurde der frühere ungarische Weltklassefußballer Ferenc Puskás als Trainer verpflichtet, der in seinem zweiten Jahr als Cheftrainer Melbourne 1991 zum zweiten Landesmeistertitel führte. 1996 musste der Klub seinen Namen ändern, da die Ligaverantwortlichen versuchten, durch die Streichung von nationalen Bezeichnungen aus Klubnamen das Interesse in der allgemeinen Bevölkerung an der Sportart zu erhöhen. Der neue Name South Melbourne Lakers stieß weder bei den Fans noch beim US-amerikanischen Basketballteam der LA Lakers auf Begeisterung und so entschloss man sich bereits kurze Zeit später sich schlicht South Melbourne Soccer Club zu nennen.
Der frühere South-Melbourne-Spieler Ange Postecoglou führte den Klub 1998 und 1999 als Trainer zu zwei weiteren Meisterschaften, den letzten beiden nationalen Titel vor der Auflösung der NSL im Jahre 2004. Durch den anschließenden Sieg in der Oceania Club Championship 1999 qualifizierte man sich für die FIFA-Klub-Weltmeisterschaft 2000 in Brasilien. Dort unterlag das Team in den drei Gruppenspielen Manchester United, Necaxa und CR Vasco da Gama mit je zwei Toren Differenz.
Nach der Einstellung der landesweiten Spielklasse kehrte der Klub 2005 unter dem Namen South Melbourne Football Club in die Victorian Premier League zurück und gewann nach einer Saison der Neustrukturierung 2006 die siebte Meisterschaft in dieser Spielklasse.
Zur Saison 2010/11 bewarb sich South Melbourne für eine freie zweite A-League-Lizenz, neben dem etablierten Melbourne Victory. Mitbewerber waren der Multimillionär und vormalige Vizepräsident des Australian-Rules-Football-Clubs Carlton FC Colin DeLutis, und der Geschäftsmann und Pferdezüchter Peter Sidwell, dessen Melbourne Heart letztendlich den Zuschlag für die A-League-Lizenz bekam. South Melbourne spielt weiterhin in der Victorian Premier League.

## Stadion

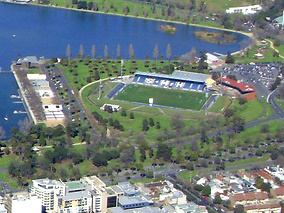
Das Lakeside Stadium 2008 vor der Renovierung

South Melbourne spielt im Lakeside Stadium im Albert Park der durch den dort seit 1996 ausgetragenen Großen Preis von Australien der Formel 1 bekannt ist. Die Ursprünge des Stadions gehen auf das Jahr 1878 zurück. Über viele Jahrzehnte hinweg war es das Heimstadion des Australian-Rules-Football-Clubs South Melbourne FC, der Anfang der 1980er Jahre nach Sydney umzog und seither als Sydney Swans bekannt ist. in den 1930er Jahren fanden sich einmal 41.000 Zuschauer zu einem Australian-Football-Spiel zwischen South Melbourne und Carlton ein. Das Stadion, das zwischenzeitlich recht heruntergekommen war, wurde 1995 nach einem Autoreifenvertreiber Bob Jane Stadium benannt und fasste in jener Ära rund 18.000 Zuseher. Ab etwa 2010 wurde das Stadion auf Steuerzahlerkosten praktisch neuerbaut und dient nunmehr auch als das erstrangige Leichtathletikstadion Melbournes. Der nun von einer tiefblauen, den IAAF-Anforderungen entsprechenden acht- bis zehnspurigen Laufbahn umgebene Rasenplatz entspricht nun selbst auch den strengsten FIFA-Normen. Das weite Oval kann zurzeit bis zu etwa 15.000 Zuschauer aufnehmen, davon etwa 7000 auf Sitzplätzen.

## Trainer
- / Emmanuel „Manny“ Poulakakis (1961–1964, 1969, 1972–1973, 1976)
- Kostas „Con“ Nestoridis (1966, 1967–1968)
- Ljubiša Broćić (1968, 1970–1971)
- Tommy Docherty (1982–1983)
- Ralé Rašić (1983)
- / Ferenc Puskás (1989–1992)
- / Frank Arok (1994–1996)
- / Ange Postecoglou (1996–2000)
- Eddie Krncevic (2001–2002, 2011–2012)

## Spieler
Damian Mori, der Rekordtorschütze des australischen Erstligafußballs und der Nationalmannschaft, der 1997 auch einmal sechs torfreie Spiele in der deutschen Bundesliga ableistete, begann seine Karriere bei South Melbourne. Branko Buljevic, Jack Reilly, Peter Ollerton und Jimmy Mackay, alle Teilnehmer an der Fußball-Weltmeisterschaft 1974 in Deutschland, spielten auch einmal für den Verein. Der knüppelharte ehemalige Nationalmannschaftskapitän Kevin Muscat verbrachte Anfang der 1990er einige Jahre bei South Melbourne und brach von dort zu seiner fast ein Jahrzehnt währenden Karriere in England auf.
2002 zog der South Melbourne FC die Bilanz der 42 Jahre seiner Existenz und verkündete seine Mannschaft des Jahrhunderts, das "Team of the Century". Diese wurde schließlich vom Sydneyer Kunstmaler Dave Thomas im Stil australischer Bierwerbung der 1930er Jahre in einem Ölgemälde verewigt, das dieser Tage den Ausschank Vereinshauptquartier ziert.
| Elf des Jahrhunderts - Michael Petkovic - Mehmet Durakovic - Alan Davidson - Steve Blair - Ange Postecoglou - Paul Wade - John Maragritis - Oscar Crino - Jim Pyrgolios - Paul Trimboli - Jim Armstrong | Ersatzbank - Peter Laumets - John Badford - Takis Mantarakis - Boulis Kambouropoulos - Mike Petersen Trainer - Manny Poulakakis |

## Erfolge
- Oceania Club Championship: 1999
- Meister der NSL: 1984, 1990/91, 1997/98, 1998/99
- NSL-Cupsieger: 1989/90, 1995/96
- Meister der Victorian Premier League (bzw. State League): 1962, 1964, 1965, 1966, 1972, 1974, 1976, 2006